# Перес Понса, Федерико
Федерико Перес Понса (исп. Federico Pérez Ponsa; род. 22 октября 1993 в Буэнос-Айресе, Аргентина) — аргентинский шахматист, гроссмейстер (2012).

## Шахматная карьера
В июле 2007 года стал Панамериканским чемпионом в категории до 14 лет в Медельине (Колумбия), получив звание Мастер ФИДЕ.
В марте 2009 года выполнил свою последнюю норму международного мастера в ITT Proyección в категории до 20 лет, проводимом в GEBA. В мае того же года, в возрасте 15 лет, впервые попал в Высший чемпионат Аргентины (84-е место), сыгранный в Ла-Плате. В мае 2011 года в Тарихе (Боливия) стал чемпионом Южной Америки в категории до 20 лет.
Стал гроссмейстером в 2011 году в возрасте 17 лет на турнире Gráfica Yael.
В июле 2014 года на 89-м Высшем чемпионате Аргентины разделил первое место, проиграв на тай-брейке Рубену Фельгаеру. В декабре он занял место на Международном открытом чемпионате Сан-Луиса..
В мае 2015 года  прошёл квалификацию на Континентальном чемпионате Америки и принял участие в Кубке мира по шахматам в сентябре 2015 года. Сыграл вничью 1:1 с гроссмейстером Леньером Домингесом и выбыл на тай-брейке. В ноябре выиграл II Magistral Aloas, организованный во Дворце Агуас Корриентес. В августе 2016 года он выиграл Magistral Copa Mercosur в Вилья-Мартелли.
В сентябре 2017 года стал чемпионом столицы в Club Torre Blanca. В октябре того же года занял второе место на 92-м чемпионате Аргентины, проходившем в Мороне.
В апреле 2018 года выиграл Кубок Законодательного собрания Буэнос-Айреса. В ноябре занял 1-е место на 25-м открытом турнире Pro-AM Copa Clarín в Вилья-Мартелли.
1 февраля 2019 года вошёл в сотню лучших игроков ФИДЕ как в блице (2646), так и в рапиде (2655). В августе 2019 года занял 1-е место на Кубке Mercosur Master Cup в Вилья-Мартелли.
В мае 2021 года прошёл квалификацию на Continental de las Américas Híbrido и во второй раз принял участие в Кубке мира по шахматам в июле 2021 года. В нём сыграл вничью 1:1 в первом туре с гроссмейстером Момчилом Николовым, победив его на тай-брейке. Во втором туре проигрывает гроссмейстеру Александру Грищуку со счётом 1,5:0,5. В ноябре 2021 года выиграл 28-й турнир Pro-AM Copa Clarín Open в Вилья-Мартелли.
В июне 2022 года на 96-м чемпионате Аргентины в Club Argentino de Ajedrez разделил первое место и стал чемпионом Аргентины, победив гроссмейстера Леонардо Тристана и Ариэля Сорина в треугольном тай-брейке.
В октябре 2022 года принял участие в XII Южноамериканских играх в Асунсьоне, завоевав 3 медали, бронзовую медаль в индивидуальных соревнованиях в рапиде, серебряную в смешанных соревнованиях в блице и золотую в рапиде вместе с Клаудией Амура.

## Турниры

### Олимпады
Представлял Аргентину на четырёх шахматных олимипадах.
| №    | Год  | Город              | Результат | Очки  |
| ---- | ---- | ------------------ | --------- | ----- |
| 41-я | 2014 | Тромсё (Норвегия)  | +2 =3 -2  | 3/6   |
| 42-я | 2016 | Баку (Азербайджан) | +4 =3 -2  | 5.5/9 |
| 43-я | 2018 | Батуми (Грузия)    | +1 =3 -2  | 2.5/6 |
| 44-я | 2022 | Ченнаи (Индия)     | +2 =4 -2  | 4/8   |

### Чемпионаты Аргентины
| №  | Год  | Город          | Место | Очки   |
| -- | ---- | -------------- | ----- | ------ |
| 84 | 2009 | Ла-Плата       | 11-е  | 4,5/11 |
| 86 | 2011 | Ла-Плата       | 3-е   | 8/11   |
| 87 | 2012 | Вилья-Мартелли | 14-е  | 6,5/11 |
| 88 | 2013 | Чако           | 4-е   | 7,5/13 |
| 89 | 2014 | Чако           | 2-е   | 9,5/13 |
| 91 | 2016 | Вилья-Мартелли | 5-е   | 8/13   |
| 92 | 2017 | Рамос-Мехия    | 2-е   | 8/13   |
| 93 | 2018 | Вилья-Мартелли | 3-е   | 8,5/13 |
| 95 | 2020 | Вилья-Мартелли | 4-е   | 6,5/11 |
| 96 | 2021 | Буэнос-Айрес   | 1-е   | 8,5/11 |
| 97 | 2022 | Барилоче       | 7-е   | 5,5/11 |

## Изменения рейтинга
| Графики недоступны из-за технических проблем. См. информацию на Фабрикаторе и на mediawiki.org. |

## Награды и премии
Ниже перечислены награды и премии Федерико Переса Понса:
- 2007 — золотая медаль Панамериканского фестиваля в Медельине для детей до 14 лет
- 2009 — звание международного мастера
- 2009 — Premio Revelación Clarín
- 2009 и 2011 — Premio Podio al Mejor Deportista de Zárate
- 2011 — звание гроссмейстера
- 2011 — Premio Olimpia de Plata
- 2015 — Premio Jorge Newbery
- 2020 — Premio Konex — как один из 5 лучших аргентинских шахматистов последнего десятилетия.